# Pozoblanco
Pozoblanco ist eine Gemeinde in der Provinz Córdoba in Andalusien (Spanien). Sie hat 16.946 Einwohnern (Stand: 2024) und liegt 86 Kilometer von der Provinzhauptstadt Córdoba entfernt.

## Geografie
Pozoblanco ist der Ort mit den meisten Einwohnern im Norden der Provinz Córdoba, der von den Comarcas Valle de los Pedroches und Alto Guadiato gebildet wird, gefolgt von Peñarroya-Pueblonuevo (im Alto Guadiato) mit 12.171 Einwohnern und Villanueva de Córdoba (im Valle de los Pedroches) mit 9.719 Einwohnern.
Pozoblanco ist der wirtschaftliche und administrative Hauptort der Comarca Valle de los Pedroches. Er verfügt über ein Kreiskrankenhaus und ist Sitz der Justiz.

## Geschichte

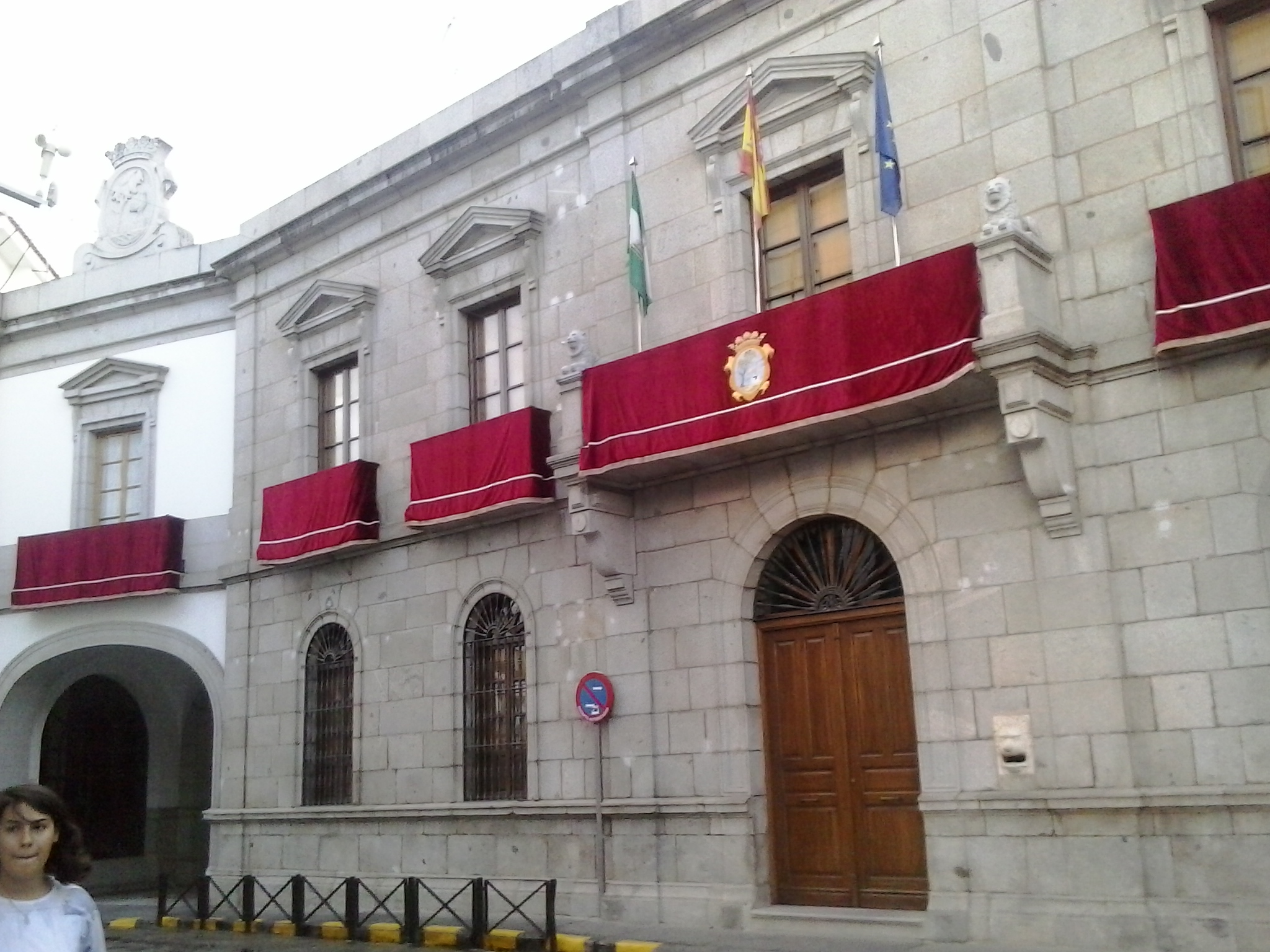
Rathaus von Pozoblanco

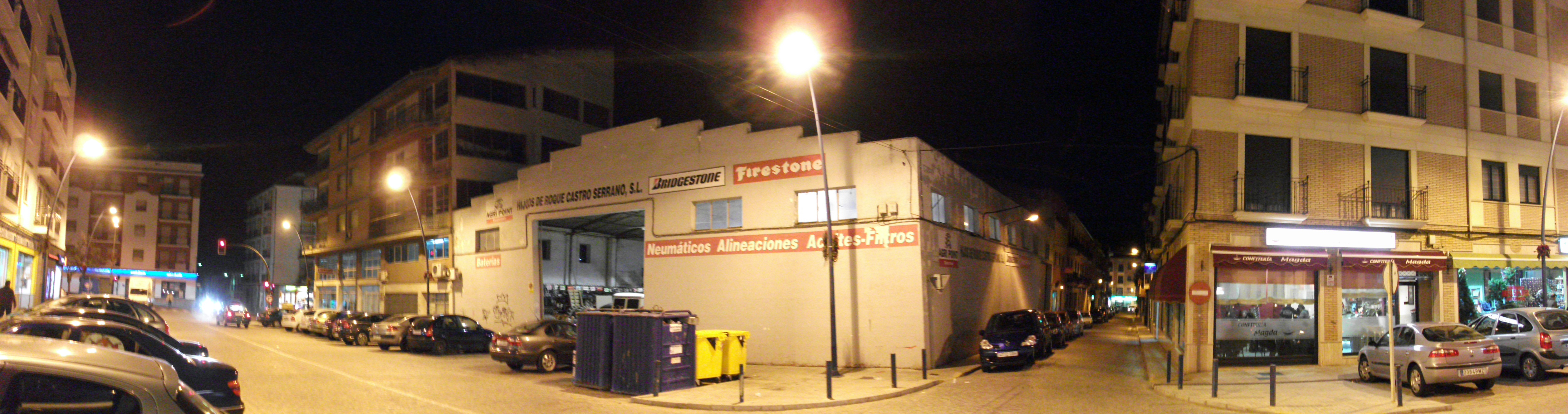
Stadtzentrum

Wahrscheinlich liegt der Beginn von Pozoblanco, ähnlich wie die Erstbesiedlung der umliegenden Dörfer, wie etwa Villanueva de Córdoba, im 14. Jahrhundert. In dieser Zeit flüchteten viele Einwohner des benachbarten Pedroche vor der Pest. Andere Theorien gehen davon aus, dass die Einwohner von Pedroche immer abgelegenere Orte aussuchten um ihr Vieh zu weiden. Um nicht jeden Tag den weiten Weg zur Stadt zurücklegen zu müssen, bildeten sie kleine Ansiedlungen, wo sie ihr Leben verbrachten. Daraus könnten die Dörfer wie Pozoblanco entstanden sein.
Die ersten Ansiedlungen entstanden in dem Viertel, das heute als «Pozo Viejo» (Alter Brunnen) bezeichnet wird, am Fuße eines Hügels und bei einem Brunnen, der aufgrund des Kalkputzes Weiß war, denn für einfache Bauten wurden nur verputzte Ziegelsteine und nicht die teuren Granitblöcke verwendet. So erklärt sich auch der Name des Ortes. Der Brunnen findet sich im Wappen der Gemeinde.
Die landläufige Bezeichnung für die Einwohner Pozoblancos ist «tarugos». Sie kommt von der Bezeichnung für Bauholz (Stämme; tarugos de madera) Viele Menschen aus Pozoblanco betrieben Holzhandel. Sie fuhren mit Lastkarren durch die Gegend und verteilten die Stämme. Wenn sie in ein Dorf kamen, hupten sie. Damit die Menschen von der Arbeit zum kaufen kämen. Diese liefen daraufhin herbei und riefen von weitem: «¡¡Ya vienen los tarugos!!» – „Da kommen die Pfosten“, womit sie das Holz meinten. Letztendlich blieb diese Bezeichnung jedoch an den Einwohnern von Pozoblanco haften.
Anfangs, bis 1478, gehörte Pozoblanco zu Pedroche. Dann erwarb es den Titel Stadt (Villa), möglicherweise aus der Hand der Katholischen Könige. Im Mittelalter war die Geschichte von Pozoblanco auf engste mit der Geschichte der „Sieben Städte von los Pedroches“ (Siete Villas de los Pedroches) verbunden (Pedroche, Torremilano, Torrecampo, Pozoblanco, Villanueva de Córdoba, Alcaracejos und Añora). Erst 1836 zerbrach diese Einheit und die Gemeindeländereien wurden wieder an die Dörfer zurückgegeben. Pozoblanco erhielt das Stadtrecht (ciudad) aus der Hand von König Alfons XIII. am 22. April 1923.
Im Spanischen Bürgerkrieg wurde die Gemeinde schwer in Mitleidenschaft gezogen, wohl auch, weil sie die ganze Zeit über loyal zur Republik blieb. Im März 1937 wurde sie Schauplatz der Schlacht von Pozoblanco (batalla de Pozoblanco), in der die Streitkräfte von General Gonzalo Queipo de Llano versuchten, die Stadt einzunehmen. Der Widerstand der Republikaner vereitelte dieses jedoch und es gelang den Truppen der Ejército Popular de la República unter Coronel Joaquín Pérez Salas einen großartigen Sieg über die Bando Sublevado zu erringen. Erst Ende März 1939 wurde die Gemeinde von den Streitkräften Francos eingenommen und damit die Diktatur von Francisco Franco (etapa franquista) in Pozoblanco eingeführt.
Am 26. September 1984 wurde auf der Plaza de Pozoblanco (Córdoba), Francisco Rivera Pérez, genannt Paquirri, zusammen mit El Yiyo und El Soro, von einem gewitzten Stier bei der Ganadería de Sayalero y Bandrés auf dei Hörner genommen. Durch den Angriff wurden wichtige Adern verletzt sowie sein Becken und die Oberschenkel gebrochen. Er starb während der Fahrt ins Krankenhaus.

## Politik

### Bürgermeister
- 1987–2004: Antonio Fernández Ramírez (PSOE)
- 2004–2009: Benito García de Torres (PSOE/CDeI)
- 2009–2011: Baldomero García Carrillo (PP)
- 2011–2015: Pablo Carrillo Herrero (PSOE)
- 2015–2017: Emiliano Pozuelo Cerezo (PE+)
- 2017–2019: Santiago Cabello Muñoz (PP)

## Bildung
Pozoblanco verfügt über 8 Ausbildungszentren; zwei davon sind privat.
- CEIP Manuel Cano Damián
- CEIP Virgen de Luna
- CEIP Juan Ginés de Sepúlveda
- IES Los Pedroches (Centro Bilingüe)
- IES Antonio María Calero (Centro Bilingüe)
- IES Ricardo Delgado Vizcaíno
- Colegio Salesiano San José (privat)
- Colegio de Concepcionistas La Inmaculada (privat)

Darüber hinaus gibt es die
- EOI Pozoblanco (Escuela Oficial de Idiomas, Sprachschule)

## Sehenswürdigkeiten

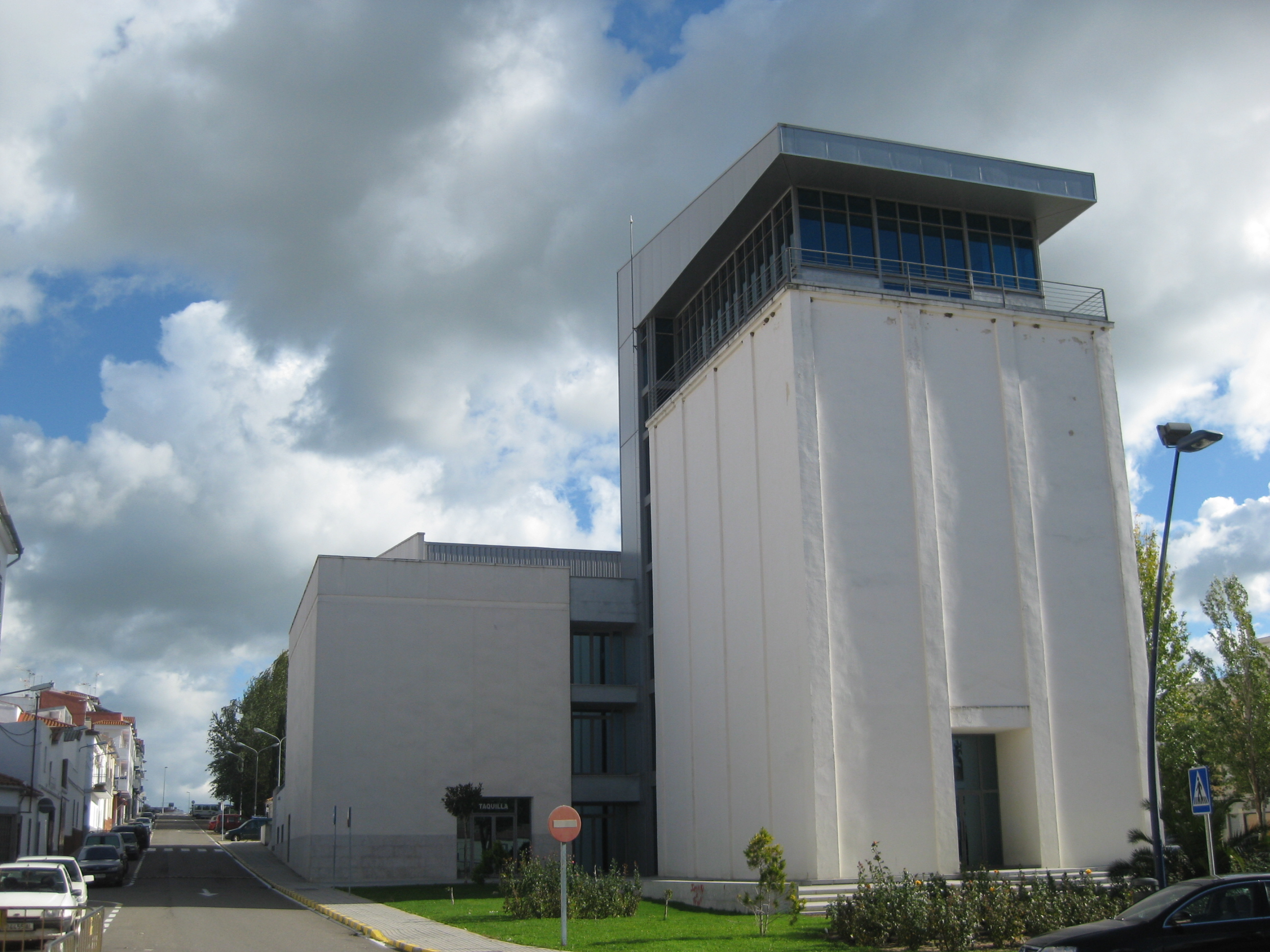
Teatro El Silo.

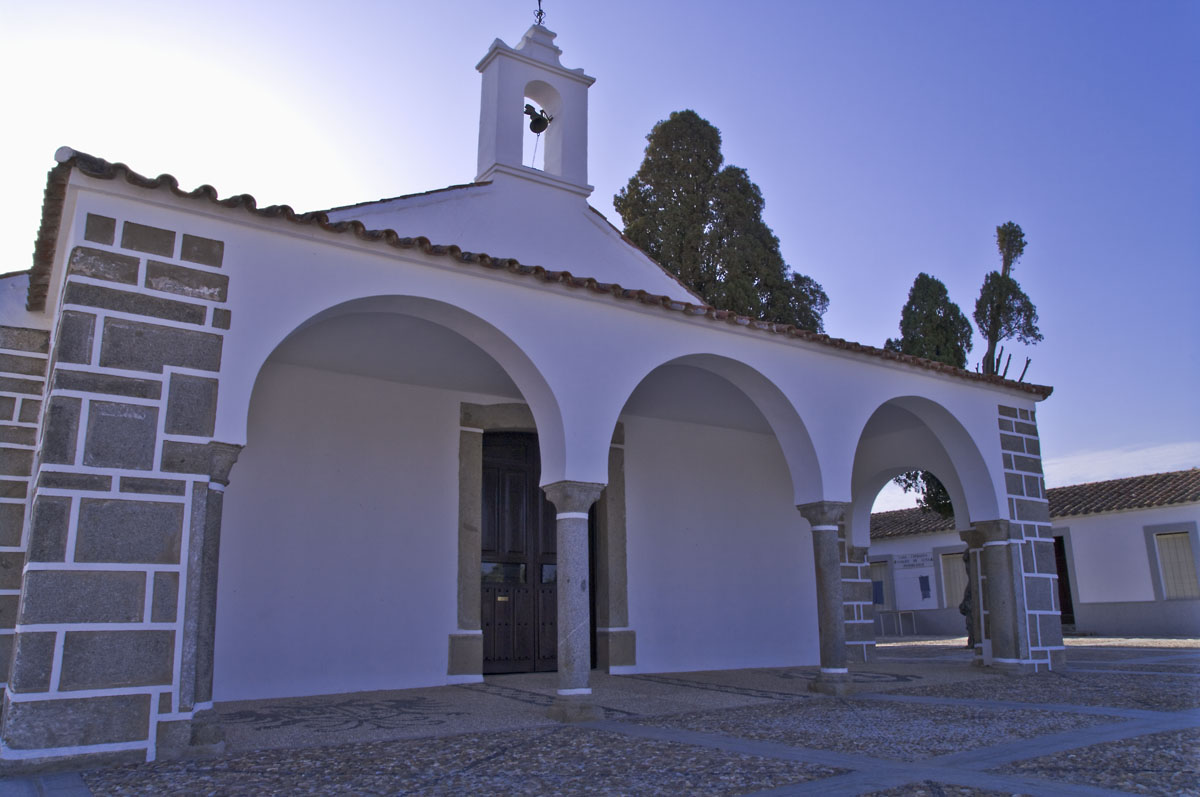
Ermita de la Virgen de la Luna.

Patrimonio artístico y monumental:

### Teatro El Silo
Am 8. September 2006 wurde das Teatro El Silo eröffnet. Es ist ein Werk der ortsansässigen Architekten José Luis Amor Trucios und Juan Salamanca Cabrera. Die Umbaumaßnahme verschlang 3.483.233 Euro und verwandelte ein ehemaliges Getreidesilo in ein Theater mit mehr als 800 Sitzplätzen. Zur Eröffnung wurde eine Rezitation von Joan Manuel Serrat vorgetragen. Weiter Aufführungen waren das Musical Believe (durch eine Gruppe ehemaliger Schüler der IES Los Pedroches), sowie Bodas de Sangre (Bluthochzeit) von García Lorca (durch die örtliche Gruppe Jara). Auch international bekannte Künstler wie Macarena Gómez, Carmen Ruiz, Marisol Ayuso sind schon aufgetreten.

### Iglesia de Santa Catalina
Die Iglesia de Santa Catalina wurde im 16. Jahrhundert erbaut, wurde aber bis ins 19. Jahrhundert nicht fertig gestellt. Dadurch kann man schon auf den ersten Blick die Bauabschnitte unterscheiden. Die Kirche erlitt im Krieg schwere Schäden wurde aber rekonstruiert. Sie beherbergt das Grab von Juan Ginés de Sepúlveda, einem bedeutenden Bürger der Stadt. Die Kirche liegt im Zentrum der Stadt, nahe am Rathaus. Auf dem Vorplatz befindet sich ein großer Garten mit demselben Namen. Sehenswert sind auch die Storchennester auf dem Turm.

### Weitere Monumente
In der Stadt gibt es noch einige weitere Kirchen und Monumente:
- Pfarrkirche Parroquia de San Bartolomé, einschiffige Dorfkirche aus dem 15. Jahrhundert
- Parroquia de San Sebastian, erbaut auf einer älteren Einsiedelei im 16. Jahrhundert. Wurde erst 1888 zur Pfarrkirche erhoben.
- Einsiedelei Ermita de San Gregorio aus dem 14. Jahrhundert
- Santuario de la Virgen de la Luna, 14 km entfernt vom Ort
- Ermita de San Antonio (Santa Marta), aus dem 16. Jahrhundert ist die Einsiedelei, in der die sieben Villas von los Pedroches gemeinsam feiern.
- Hospital de Jésus Nazareno, aus dem 17. Jahrhundert, renoviert um 1931, mit bedeutenden barocken Werken aus dem 18. Jahrhundert.
- Ermita de Jesús de la Columna einschiffiges Kirchlein aus von 1704 mit Granitfassade.
- Edificio de Ayuntamiento, Rathaus aus dem 19. Jahrhundert mit einer beeindruckenden Fassade.
- Plaza del Pozo Viejo, ist der alte Ortskern mit der Casa de la Viga, einem der ältesten Häuser der Stadt.
- Plaza de Toros, Stierkampfarena von 1912 mit 7000 Sitzplätzen.

Darüber hinaus wurde im Gemeindegebiet der keltische Schatz Tesoro de los Almadenes entdeckt. er befindet sich heute im Museo Arqueológica Provincial.
Aus römischer Zeit gibt es nur eine Mine (Mina la Romana).

### Kultur
Virgen de Luna

Im Februar oder März wird der Patronatstag der Gemeinde gefeiert: Ntra. Sra. Mº Stma. de Luna, eine Wallfahrt aus den Dörfern Pozoblanco und Villanueva de Córdoba begibt sich ins Heiligtum.
Semana Santa

Eine ganze Reihe von Traditionsvereinen und Bruderschaften gestaltet die Heilige Woche
- Cofradía Salesiana de la entrada de Jesús en Jerusalén «La Borriquita»
- Cofradía de Ntro Padre Jesús del Silencio amarrado a la Columna y María Santísima de la Salud.
- Hermandad de Ntro Padre Jesús Nazareno
- Hermandad Servita y cofradía de Nazarenas de Ntra Señora de los Dolores
- Hermandad de Ntro Padre Jesús Rescatado «Cristo de Medinaceli»
- Cofradía del Santísimo Cristo de la Caridad en su Vía Crucis
- Cofradía Salesiana del Santísimo Cristo del perdón y Ntra Sra. de la Amargura
- Cofradía de Soldados Romanos y Penitentes Sayones de Ntro Padre Jesús Nazareno
- Agrupación de Cofradías y Hermandades de Pozoblanco (Santo Entierro)
- Hermandad Nuestra Señora de la Soledad
- Hermandad sacramental y Cofradía de Nazarenos de Jesús Resucitado y Ntra. Sra. Mª Stma. de Luna

Darunter zählt auch die Pro-hermandad de María Santísima de la Encarnación.

## Sport
Rally

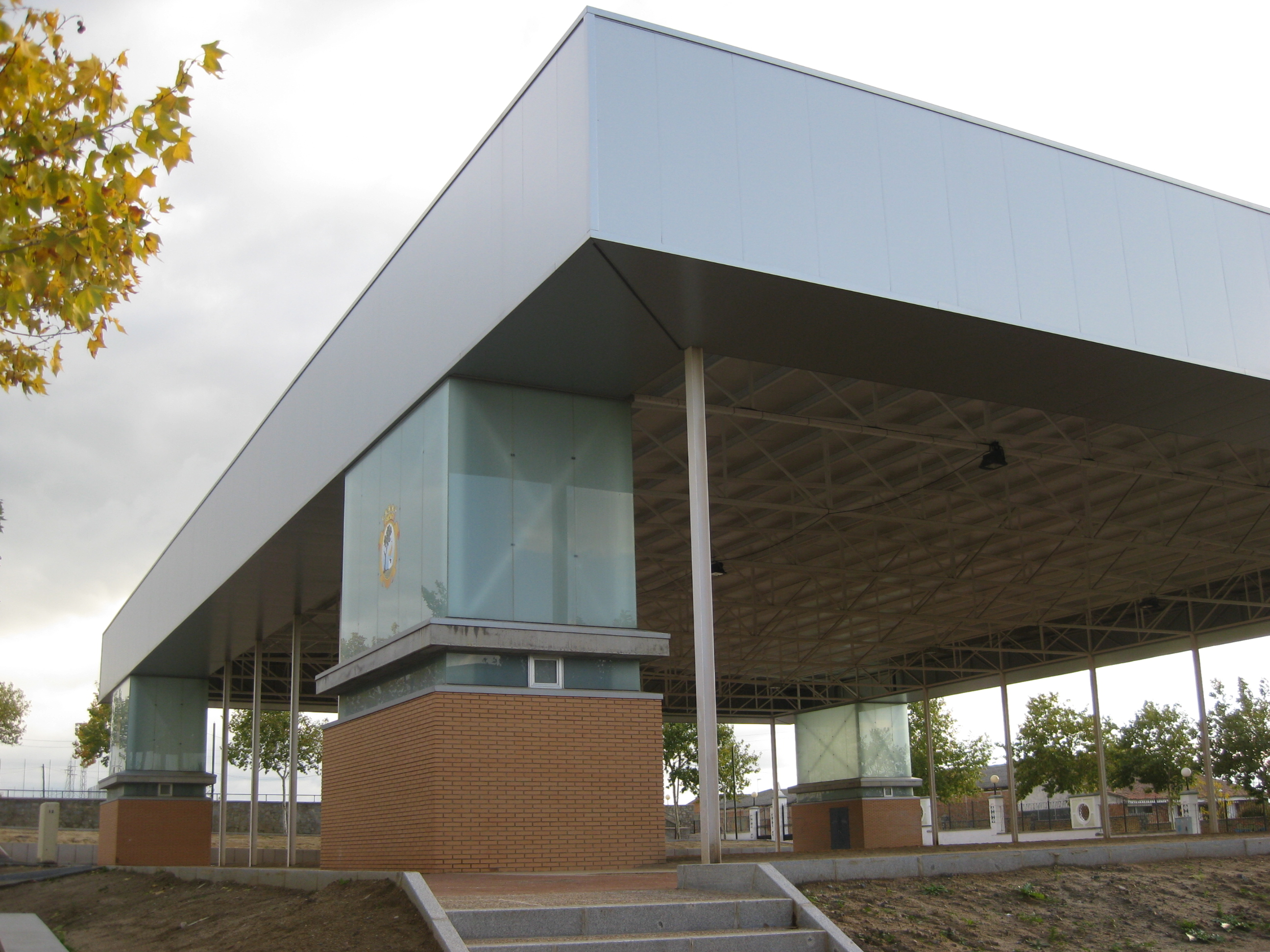
Das moderne Sportstadion.

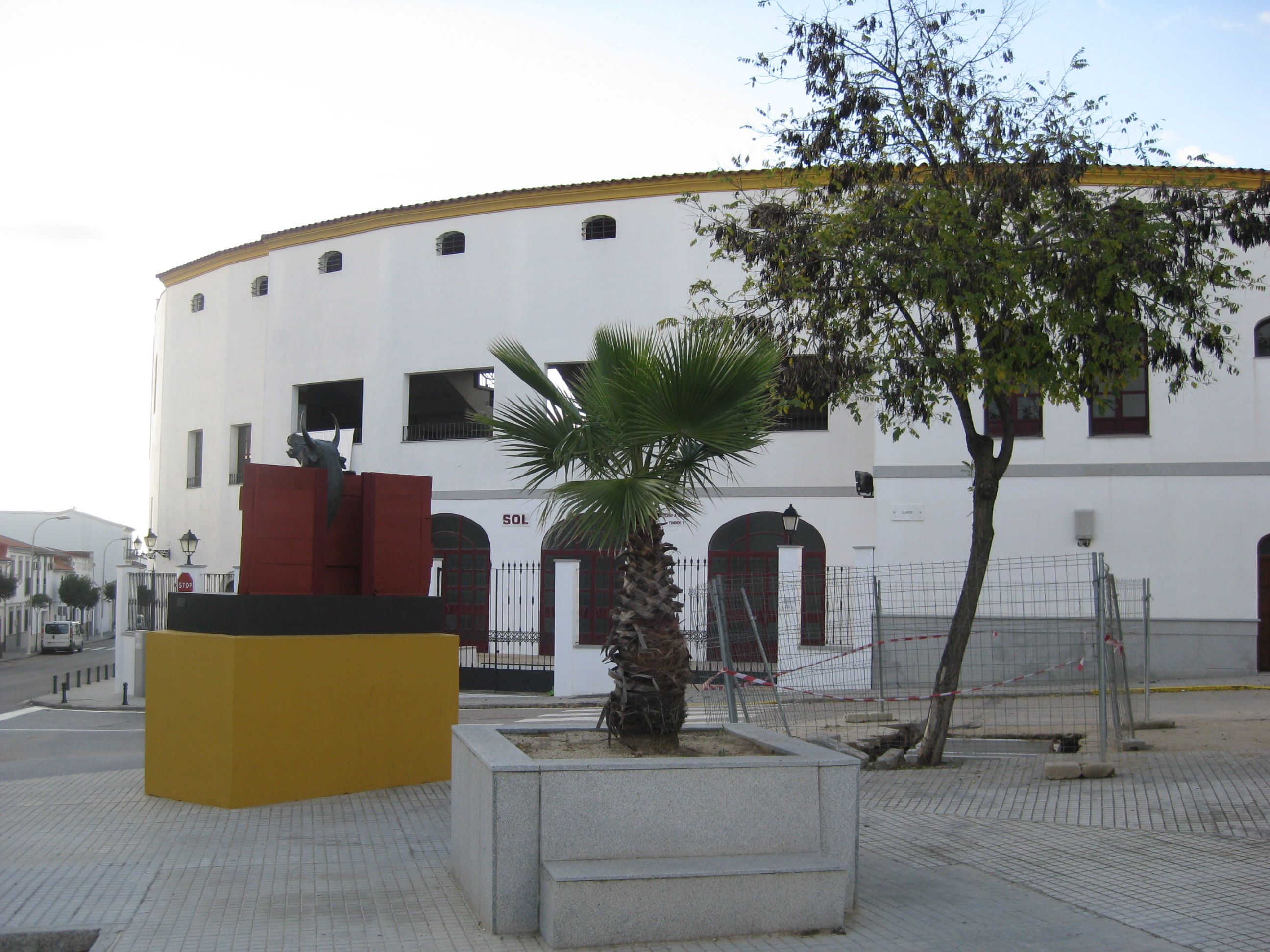
Plaza de Toros de Pozoblanco, die Stierkampfarena

Die Escuderia Sierra Morena de Pozoblanco findet statt für Amateure und Profifahrer und verläuft durch das ganze Valle de los Pedroches. Es gibt zwei Zeitfahren für den Campeonato de Andalucía de Cronometradas, 2 Rallysprint für den Campeonato de Andalucía de Rallyes und 2 Rallyes für den Campeonato de España de Rallyes de Tierra.
Sportfischen

In Pozoblanco gibt es eine große Anglergemeinde und 1992 wurde der Club de pesca deportiva de Pozoblanco gegründet, der 2014 100 Mitglieder zählte. Er hat wöchentliche Veranstaltungen und unterhält eine Angelschule für Kinder und Jugendliche.
Tennis

Pozoblanco ist Austragungsort der Open Diputación Ciudad de Pozoblanco, des viertwichtigsten Tenniswettbewerbs in Spanien. Ende August werden jedes Jahr die Wettkämpfe in den Instalaciones del Polideportivo Municipal ausgetragen. Der Wettkampf wird vom Club Deportivo Open de Tenis «Ciudad de Pozoblanco» veranstaltet. Auch dieser Verein unterhält eine Tennisschule (Escuela Municipal de Tenis).
Basketball

Basketball wird von zwei Organisationen angeboten: die Escuela Municipal de Baloncesto und der Club Promesas de Baloncesto de Pozoblanco.
Handball

Handball wird vom Club Balonmano Pozoblanco organisiert.
Fußball

Der Club Deportivo Pozoblanco ist ein halbprofessioneller Verein in der Tercera División Española.

## Söhne und Töchter der Stadt
- Antonio Porras Márquez, Dichter, Schriftsteller, Essayist, Biograph, Kritiker, Diplomat und Jurist des 20. Jahrhunderts[7]
- Monseñor José Proceso Pozuelo y Herrero, Bischof der Diözese Córdoba, (* 1828)
- Antonio María Calero, Professor und Historiker (1943–1987)
- Juan Ginés de Sepúlveda (1490–1573), Humanist des 16. Jahrhunderts und offizieller Chronist Karls V.
- Juan Fernández Franco, Schriftsteller des 16. Jahrhunderts
- Marcos Redondo Valencia (1893–1976), Opernsänger[8]
- Eduardo Escobedo Romero (* 2005), Handballspieler

## Gemeindepartnerschaften
- Le Mée-sur-Seine, Frankreich
- Meckenheim (Rheinland), Deutschland[9]